# Sayeung
Sayeung is een bestuurslaag in het regentschap Aceh Jaya van de provincie Atjeh, Indonesië. Sayeung telt 112 inwoners (volkstelling 2010).